# Observatoire de l'Espace
Au sein du Centre national d’études spatiales (CNES), l’Observatoire de l’Espace est un laboratoire culturel qui a pour vocation de rendre l’Espace accessible au public par d’autres moyens que la vulgarisation scientifique. Il s’attache à montrer l’importance du domaine spatial dans les représentations et l’imaginaire collectif. Il ouvre les portes du CNES à des artistes de tous horizons pour leur faire découvrir les activités spatiales et faire naître des créations qu’il partage avec le public le plus large.

## Historique
L’Observatoire de l’Espace est créé en 2000 sur la proposition de Gérard Azoulay, alors responsable des relations avec les collectivités territoriales au CNES et astrophysicien de formation.
Depuis sa création, l’Observatoire de l’Espace noue des partenariats avec des établissements culturels qui partagent son approche transdisciplinaire : des muséums et des musées d’histoire (muséum de Lyon, de Lille, de Besançon, la Coupole d'Helfaut…), des centres de création artistique, scénique et littéraire (Théâtre ouvert à Paris, la Chartreuse à Villeneuve-lès-Avignon, le Grand T à Nantes, La Bellone et la Fabrique de Théâtre en Belgique…), et des Maisons d’écrivains (la maison de la Poésie à Paris, Maison Jules-Verne à Amiens).
De 2004 à 2014, puis en 2019 et 2021, l’Observatoire de l’Espace a participé à douze éditions des Journées européennes du Patrimoine. Lors de chaque édition, une exposition a été présentée au siège du CNES pour présenter des éléments du patrimoine spatial (têtes de fusée, satellites, instruments scientifiques, documents d’archives, etc.) et permettre au public de dialoguer avec des témoins ou des acteurs de l’aventure spatiale. Depuis 2008, l’Observatoire de l’Espace a également participé à cinq éditions de la Nuit européenne des musées, rassemblant chaque fois une quarantaine de musées des beaux-arts, d’art moderne, d’art contemporain, d’histoire ou d’archéologie, autour d’une notion (l’Espace habité) ou d’un dispositif de médiation (Déambulations spatiales). Depuis 2014 enfin, l'Observatoire de l'Espace prend part à la manifestation artistique Nuit Blanche et y présente le travail d'artistes inspirés par les archives de programmes spatiaux.

## Programmes
En tant que laboratoire culturel, l’Observatoire de l’Espace adopte une démarche spécifique : il collecte des matériaux liés à l’univers spatial et les propose à des artistes pour faire émerger de nouvelles créations. Cette démarche s’incarne à travers deux programmes.

### Le programme «Études culturelles de l’Espace»
Depuis 2005, l’Observatoire de l’Espace développe une histoire culturelle de l’Espace en réalisant depuis 2005 des inventaires des traces du spatial sur Terre. Différents types d’inventaires ont été constitués : sur les instruments du spatial appelé IPSI (inventaire du patrimoine spatial instrumental), le patrimoine spatial radiophonique et audiovisuel (IPSAV), le patrimoine spatial artistique (IPSAR), le patrimoine spatial immobilier (IPSIM), le patrimoine spatial des objets et représentations (IPSOR).
L’Observatoire de l’Espace mène également une politique de soutien à la recherche en sciences humaines et en histoire de l’art sur le thème de l’Espace. Pour cela, il accueille des post-doctorants et noue des partenariats avec des laboratoires de recherches (CLLE ERSS, ISIC, LISST, etc.).
Il a également créé le blog académique «Humanités spatiales» en avril 2015. Ce blog propose un espace d’analyse, de réflexion et de dialogue aux chercheurs en sciences humaines et sociales qui s’intéressent à l’espace et aux activités spatiales, en particulier à ses diverses représentations culturelles, qu’elles soient scientifiques, artistiques, littéraires, visuelles, sonores, etc. L’ensemble de ces recherches nourrit les matériaux mis à disposition des artistes pour réaliser leurs créations.

### Le programme «Création et imaginaire spatial»
L’Observatoire de l’Espace soutient la création artistique à travers son programme « Création et Imaginaire Spatial ». Il propose des résidences hors les murs à des artistes ayant un projet de création en lien avec l’Espace.
L’Observatoire de l’Espace offre aux artistes en résidence différents processus d’immersion dans l’univers spatial : entretien avec des spécialistes du monde spatial, recherche de documentation et de données scientifiques, accès à des lieux où se déroule l’activité spatiale (laboratoires, bâtiments patrimoniaux, sites industriels, centres techniques), participation à des séminaires scientifiques ou encore vol en impesanteur dans l’Airbus Zéro-G.
Les créations qui résultent de ce programme sont variées : de la littérature aux arts visuels en passant par le spectacle vivant ou la musique contemporaine. Elles sont montrées au public lors de manifestations organisées par l’Observatoire de l’Espace et présentées dans d’autres lieux culturels à l’initiative des artistes.

## Productions

### Événements

#### Le festival Sidération

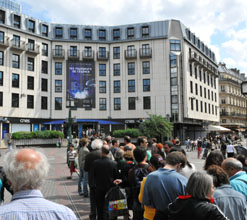
Observatoire de l'Espace du CNES

Le festival Sidérationa lieu tous les ans, au mois de mars, au siège du Centre national d’études spatiales (CNES) à Paris. Depuis 2010, il propose au public une immersion dans l’imaginaire de l’Espace à travers des créations qui couvrent tous les champs artistiques. La programmation est éclectique : théâtre, musique, vidéo, cinéma, arts visuels, expérience participative, lecture, ou encore récits scientifiques réels ou imaginés. Chaque année, une trentaine d'artistes présentent leurs créations en lien avec l'Espace, au siège du CNES, transformé en scène arts-sciences pour l'occasion. Ces œuvres sont souvent issues d'un accompagnement des artistes au sein de l'Observatoire de l'Espace, à travers la résidence hors les murs, la mise à disposition des ressources de l'univers spatial, ou des appels à textes pour la revue Espace(s).

#### Nuit Blanche
L’Observatoire de l’Espace organise des expositions, notamment à l’occasion de Nuit Blanche. En 2014, 2015, 2016, 2017, 2018 , 2020, 2021 et 2022, l’Observatoire de l’Espace a lancé un appel à projets à des artistes autour d’un thème lié à l’histoire spatiale. Il met à leur disposition un corpus d’archives pour enrichir leur imaginaire ou servir de base à leur création. Les œuvres produites sont exposées en regard du corpus d'archives, à l’occasion de la Nuit Blanche au siège du CNES. Ces commandes font l'objet d'une acquisition par l'Observatoire de l'Espace qui intègre les œuvres à sa collection, en dépôt aux Abattoirs, Frac - Toulouse Occitanie.

#### Autres évènements
En parallèle de ces évènements, l’Observatoire de l’Espace organise ou participe, en partenariat avec d’autres institutions culturelles, à des manifestations dans toute la France.
2009 : l’Observatoire de l’Espace a organisé, en partenariat avec la Bibliothèque Publique d’information (BPI) au centre Pompidou, un cycle de conférences intitulé L’Espace : décryptage. Chercheurs, ingénieurs, historiens et personnalités du monde spatial ont questionné quelques mythes associés aux activités spatiales depuis un demi-siècle : en quoi le succès du voyage sur la Lune masque-t-il l’imposture de Wernher Von Braun, le responsable du projet ? La surveillance et le contrôle de la Terre via les satellites présagent-ils du règne de « Big Brother » ? L’accès à l’Espace a-t-il produit de nouvelles icônes ?
2012 : l’Observatoire de l’Espace a participé à la Biennale internationale de Céramique de Vallauris où il présentait l’exposition « L’Espace des métamorphoses » dans la Chapelle de la Miséricorde. Cette exposition visait à explorer les relations entre la création contemporaine, la céramique et l’univers spatial.
2013 : « la Faune de l’Espace ». Le théâtre du Grand T de Nantes a donné carte blanche à l’Observatoire de l’Espace pour investir une partie de ses lieux et construire une programmation arts-sciences dans le cadre de sa première attraction : "Rencontrer l’Animal".
2014 : « Espace(s) fait sa revue », l’Observatoire de l’Espace organise une série d’événements autour de la publication de sa revue, Espace(s). Ces événements sont organisés en partenariat avec des institutions culturelles françaises (Planétarium de Vaulx-en-Velin, Centre International de Poésie de Marseille…). Ils réunissent des auteurs de la revue, des artistes et des scientifiques autour d’un thème spatial pour croiser les regards et faire émerger différentes dimensions de l’Espace.
2016 : l'Observatoire de l'Espace et Les Abattoirs se sont associés pour co-produire l'exposition « Prévisions », dont le commissariat était assuré par Gérard Azoulay, responsable de l'Observatoire de l'Espace, et Christophe Kihm, critique d'art. Elle visait à explorer la valeur formelle du plan d'engin spatial, le premier voyage que suggère le plan et le potentiel esthétique de celui-ci.
2018 : à la suite du dépôt de la collection d’art contemporain de l'Observatoire de l'Espace au musée Les Abattoirs, les deux établissements ont présenté l'exposition « Gravité Zéro » portant sur l’exploration artistique de l’aventure spatiale et y regroupant les œuvres produites par l'Observatoire de l'Espace lors des précédentes éditions de Nuit Blanche.
2019 : l'exposition « Dissipation », produite par l'Observatoire de l'Espace pour les Journées européennes du patrimoine, avait pour thème la base spatiale d'Hammaguir, en Algérie, et les premières années du Cnes. Elle a rassemblé des pièces d'archives, mises en regard de travaux contemporains par l'artiste Élise Parré, l'auteur Michel Beretti et l'historien des sciences Jérôme Lamy.
2021 : « Bâtir, dirent-ils ! » portait sur le thème de la construction, dans les années 1960, du Centre spatial guyanais de Kourou. L'exposition présentait, outre des pièces d'archives, les créations du plasticien Bertrand Dezoteux et de l'auteur Bernard Chambaz, et les analyses de David Redon.
2022 : « Avec l'Espace, vol. 1 », exposition collective au siège du Cnes avec les artistes Véronique Béland, Stefan Eichhorn, Justine Emard, Eduardo Kac, Isabelle Prim, Romain Sein, Keen Souhlal, Stéphane Thidet, Sylvie Bonnot, Julie Bellard et Alexander Larson, Raphaël Dallaporta, Bertrand Dezoteux, Éléonore Geissler, Élise Parré, Agnès Thurnauer, Erwan Venn.
2023 : « Avec l'Espace, vol. 2 », exposition collective produite par l'Observatoire de l'Espace, avec les artistes Renaud Auguste-Dormeuil, Véronique Béland, Sylvie Bonnot, Patrick Corillon, Justine Emard, Gaspard Maîtrepierre, Chloé Silbano, Victoire Thiérrée et Chloé Vanderstraeten. 

### Les Voyageurs de l'Espace
Les Voyageurs de l’Espace est une formation artistique créée dans le giron de l’Observatoire de l’Espace en 2009 qui joue de l’hybridation des imaginaires et des formes artistiques. Chaque création des Voyageurs de l’Espace fait appel à un plateau différent, mêlant musiciens, danseurs, comédiens, auteurs et scientifiques venus partager leur expérience de l’Espace. Les Voyageurs de l’Espace ont réalisé plusieurs projets artistiques dont Correspondances Paris-Moscou (2010), Chute libre(2013-2015), Musique d'ailleurs qui a donné lieu à l'enregistrement d'un album sorti en 2016, et Vox Mundi (2019).

### Éditions

#### La revueEspace(s)
La revue Espace(s) est un périodique, publié de 2005 à 2020, dédié à la littérature contemporaine et à la création touchant à tous les domaines (de la typographie à la scène en passant par la BD, la photographie, le dessin, la musique, la poésie, etc.). Elle rassemble dans chaque numéro une trentaine de textes et contributions plastiques autour d’un thème lié à la réalité ou à l’imaginaire du monde spatial (« Rêves, révoltes, révolutions », « Obsessions et fascinations », « Huis clos », etc.). Cette collection se présente sous la forme de « cahiers de laboratoire » pour rapprocher univers littéraire et scientifique. Elle accueille également les travaux des artistes résidents du programme Création et Imaginaire spatial et les œuvres plastiques produites par l'Observatoire de l'Espace.

##### La revueArts et Espace
Arts et Espace est une revue semestrielle qui expose des travaux d'artistes inspirés par le milieu spatial, l’histoire de sa découverte ou les traces matérielles de l’activité terrestre qui lui est liée. Elle se focalise sur les arts visuels, sans restriction de medium. La particularité de ce périodique est de présenter à chaque numéro une intervention d'artiste directe, dans les pages de la revue, afin de rendre chaque exemplaire unique. Arts et Espace est éditée depuis février 2023.

##### La revueStrate(s)
Cette publication présente des corpus d'images de l'aventure spatiale méconnues ou dispersées dans différents fonds d'archives. Elle propose des rapprochements thématiques et invite des chercheurs en sciences humaines à apporter un éclairage sur ces corpus. Strate(s) est éditée depuis novembre 2021.

#### Les nouveaux récits de l'Espace
Chaque ouvrage de la collection accueille le projet d’un artiste donnant accès à une autre appréhension de l’Espace que celle généralement véhiculée par les récits contemplatifs des siècles précédents. Les artistes invités dans cette collection ont élaboré des créations qui prennent source directement dans le milieu spatial ou dans les traces terrestres imprimées par l'histoire spatiale.   Les ouvrages sont organisés en triptyques, composés d’un récit qui relate le processus de création, d’une présentation de l’œuvre produite et d’un entretien avec l’artiste sur son univers propre et ses intentions. Un tirage de tête contient une œuvre originale signée de l’artiste. 

#### Le musée imaginaire de l’Espace
La collection « Musée imaginaire de l’Espace » associe différents points de vue sur des thèmes liés au spatial. Elle donne accès à un regroupement d’œuvres, d’instruments et d’objets d’origines diverses qui sont dispersés dans des institutions très variées (musées, laboratoires, centres d’archives, etc.). Cette collection a pour vocation de cerner le patrimoine issu des activités spatiales et d’en indiquer les nombreuses influences et les interactions historiques, littéraires et artistiques.